# Comté de Beaver (Oklahoma)
Pour les articles homonymes, voir Comté de Beaver et Beaver.
Le comté de Beaver est un comté situé dans l'ouest de l'État de l'Oklahoma aux États-Unis. Le siège du comté est Beaver. Selon le recensement de 2010, sa population est de 5 636 habitants.
C'est un des trois comptés de la Panhandle de l'Oklahoma.

## Comtés adjacents
- Comté de Meade, Kansas (nord)
- Comté de Clark, Kansas (nord-est)
- Comté de Harper (est)
- Comté d'Ellis (sud-est)
- Comté de Lipscomb, Texas (sud)
- Comté d'Ochiltree, Texas (sud-ouest)
- Comté de Texas (ouest)
- Comté de Seward, Kansas (nord-ouest)

## Principales villes
- Balko
- Beaver
- Elmwood
- Floris
- Forgan
- Gate
- Knowles
- Mocane
- Slapout
- Turpin